# Митяев, Анатолий Васильевич
Анато́лий Васи́льевич Митя́ев (12 мая 1924, Ястребки, Рязанская губерния — 22 апреля 2008, Москва) — советский и российский писатель, сценарист, ответственный секретарь детской газеты «Пионерская правда» (1950—1960), главный редактор детского журнала «Мурзилка» (1960—1974), главный редактор студии «Союзмультфильм».
Член Союза писателей  СССР с 1970 года.

## Биография
Прадед был крепостным.
Отец работал в колхозе, мать учительствовала. В свои ранние годы Анатолий перечитал всего Джека Лондона.
Окончив 9-й класс школы № 1 в подмосковном посёлке Клязьма, собрался дальше учиться на лесника, но c началом войны пошел работать на завод слесарем.
Летом 1942 года записался добровольцем в армию, после чего уже на третий день попал в бой. Служил орудийным номером в 513-м отдельном гвардейском миномётном дивизионе. Занимал должность помощника шофёра Паркового дивизиона 9-й гвардейской миномётной бригады 3-го Белорусского фронта. В конце войны поступил в миномётное училище. Демобилизовался в 1947 году.
Печатался с 1947 года, начинал журналистом районной газеты. С 1950 по 1960 год Анатолий Митяев был ответственным секретарём газеты «Пионерская правда», а затем, с 1960 до 1974 года — главным редактором детского журнала «Мурзилка».

Ни для кого не секрет — то было золотое время, расцвет «Мурзилки». Митяев сам не рисовал, но имел художническую натуру. В высшей степени художническую. Он прекрасно разбирался в живописи и обладал чутьём на потенциальные, неразбуженные таланты, не случайно в «Мурзилке» начинали многие впоследствии известные мастера.
Ко всему, Митяев был обаятельным человеком, от него веяло теплом. Он прошёл войну, но сохранил детское восприятие — восторгался простыми вещами и делал постоянные открытия в окружающем мире. Но что особенно важно — открывал в людях то, чего они в себе и не подозревали.
Митяев объединил в журнале лучшие силы, открыл то, что находилось за горизонтом детской иллюстрации.

Первыми книгами Митяева были сборники сказок «Где спряталась сказка?», «Сказки у костра», объединившие различные по тематике сказки: героические, нравоучительные, познавательные.
Позднее он возглавлял редакцию студии «Союзмультфильм».
24 апреля 2008 года на 84-м году жизни Анатолий Васильевич скончался в Москве после долгой болезни.
Похоронен на Кавезинском кладбище Пушкинского района Московской области.

## Награды
- Медаль «За отвагу» (17.07.1944)[11]
- Орден Отечественной войны 2 степени (06.04.1985)[12][13]
- Орден Трудового Красного Знамени

## Книги
- Где пряталась сказка (1960)
- Шесть Иванов — шесть капитанов (1965)
- Сказки у костра (1965)
- Тысяча четыреста восемнадцать дней: Герои и битвы Великой Отечественной войны
- Шестой-неполный
- Книга будущих командиров (1970)
- Книга будущих адмиралов (1979)
- Подвиг солдата (1985)
- Ветры Куликова поля (1984)
- Громы Бородина
- Рассказы о русском флоте (1989)
- Красный урок
- Ржаной хлебушко — калачу дедушка

## Сценарии мультфильмов
- «Сказка про чужие краски» (1962)
- «Приключения запятой и точки» (1965)
- «Гордый кораблик» (1966)
- «Потерялась внучка» (1966)
- «Будильник» (1967)
- «Шесть Иванов — шесть капитанов» (1967)
- «Пингвины» (1968)
- «Проделкин в школе» (1974)
- «Дым коромыслом» (1979)
- «Весёлая карусель № 15. Девочка и пираты» (1983)

## Память
- Памятная доска на центральной площади посёлка Сапожок (Рязанская область). Открыта 18 сентября 2009 года.
- Имя А. В. Митяева присвоено библиотеке посёлка Сапожок